# Lindenberg (Groß Pankow)
Lindenberg ist ein Ortsteil der Gemeinde Groß Pankow (Prignitz) im Landkreis Prignitz.

## Lage
Lindenberg befindet sich ungefähr elf Kilometer entfernt vom Zentrum der Gemeinde in Groß Pankow.

## Geschichte
1384 wurde Lindenberg erstmals urkundlich erwähnt, zunächst unter dem Namen Lintberghe. Im Laufe des 16. Jahrhunderts existierten auch die Bezeichnungen Lindtbeck, Lindberk und Lindtberge. 1652 tauchte zum ersten Mal der heutige Name Lindenberg auf, der noch bis heute Gültigkeit hat. Etwa zwischen den Jahren 1448 und 1514 nach der Verwüstung durch eine Pest flohen die Überlebenden auf die Tüchener Berge und errichteten dort zunächst ein neues Dorf. Ungefähr ab 1540 zogen die Lindenberger aber wieder an den alten Ort zurück. Die Kirche wurde vermutlich im 14. Jahrhundert erbaut, der Turm aber erst im nächsten Jahrhundert.

## Infrastruktur
In Lindenberg gibt es einen Einkaufsladen, Gaststätten, eine Geschäftsstelle der Sparkasse Prignitz, eine Tierarzt- und eine Zahnarztpraxis.

## Verkehrsanbindung
Lindenberg befindet sich an der Landstraße 146. Zudem befinden sich zwei Bushaltestellen im Ort.
Vom 15. Oktober 1897 bis zum 31. Mai 1969 verfügte das Dorf über einen Bahnhof, den Bahnhof Lindenberg, an dem zwei Strecken der Kleinbahnen der Kreise West- und Ostprignitz befanden: die Strecke von Rehfeld nach Perleberg und die in Lindenberg beginnende Strecke nach Bahnhof Glöwen.
Heute befinden sich die nächsten Bahnhöfe in Bad Wilsnack und in Blumenthal, die beide rund 15 km entfernt liegen.